# Bosso II
Bosso II (c.910 – † 968), ook Boson II of Boson VII van Provence genoemd, was graaf van Arles, Avignon en Apt, en finaal over de hele Provence (949-968). Hoewel er over zijn leven veel bekend is, is zijn oorsprong onzeker. 

## Afstamming
Hypothese 1 Bosso II, zoon van de edelman Rotbald (Roubaud) of Rodboald d'Agel die in 903 door Lodewijk III "de Blinde" tot graaf van Provence benoemd werd.
De afkomst van deze Rotbald is onbekend. Historici zijn echter van mening dat hij de echtgenoot van een dochter van Ermengarde (dochter van Bosso V van Provence) en Willem I van Aquitanië zou kunnen zijn. 
Hypothese 2 Bosso II, kleinzoon van Bosso van Arles (885-†936) via Rotbald de Oudere (c.907-† 936). Voor zijn huwelijk met Willa van Bourgondië in 912, had Bosso de Oude al een kind: Rotbald I of Roubaud de Oudere, ook bekend onder de naam Rotbold Spoleto (c.907-936), die huwde met Ermengarde van Aquitanië (dochter van Willem I van Aquitanië en Engelberge van Wenen) en werd vermoord op bevel van zijn oom koning Hugo van Arles in 936, waarschijnlijk samen met zijn vader tijdens een poging tot staatsgreep tegen Hugo.
Hypothese 3 Bosso II en Bosso I zijn één en dezelfde persoon. Sommige auteurs, zoals P.A. Février, identificeren Bosso I en II, de vader van William van Provence, als één persoon en daarom sterft Bosso I in 968. In tegenstelling tot deze bewering, veronderstellen andere auteurs dat Bosso 73 jaar was en dat hij tot op latere leeftijd kinderen kreeg, hij was bijna 60 jaar.

## Biografie
Ondanks bovenstaande moeilijkheden zijn de meeste auteurs het erover eens dat Bosso huwde vóór 931, namelijk met Berthe van Arles, dochter van Bosso van Arles, op zijn beurt een broer van Hugo van Arles. Onder deze omstandigheden zou hij graaf van Arles zijn vanaf de dood van zijn schoonvader in 931 of 936. Diezelfde historici zijn het erover eens dat het huwelijk tussen Bosso en Berthe werd verbroken door de moeilijkheden en de daaropvolgende dood van Hugo, dat wil zeggen ten laatste in 948.
In 948, de dood van Hugo van Arles, zorgt Conrad voor het vervangen en beheersen van de krachten van zijn opvolgers. Daarom wordt Provence in drie provincies opgedeeld en daarmee worden de bevoegdheden en middelen van de nieuwe graven beperkt. Bosso II en zijn broer Willem, van onbekende oorsprong, steunen de graven van Arles en Avignon. Hierdoor verliest de graaf Griffon van Apt snel zijn gezag en beide broers worden de nieuwe graven.
In 953 (of 942?) huwde Bosso II met Constance, ook wel Constance de Provence of Constance van Wenen genoemd. Zij zou een dochter of zus van Charles Constantin, graaf van Vienne, zijn. Boson II en Constance kregen samen twee zoons:
- Rotbald I (Roubaud) († 1008), graaf van Arles en Provence;
- Willem I van Provence, ook genoemd de Bevrijder of Vader des Vaderlands (v. 953 † 993), graaf van Arles en Provence, later markies van Provence in 975.

Bosso II stierf waarschijnlijk in 968.